# クロフツ準男爵
クロフツ準男爵（英語: Crofts baronets）は、イングランドの準男爵位。1661年3月14日に創設されたが、一代で廃絶した。

## ストーのクロフツ準男爵（1661年）
- 初代準男爵サー・ジョン・クロフツ（1635年 – 1664年12月埋葬）
  - アンソニー・クロフツ（Anthony Crofts、1593年ごろ – 1657年10月1日、サー・ジョン・クロフツの息子）と妻メアリー（Mary、旧姓フランクリン（Franklin）、リチャード・フランクリンの娘）の息子[1]。1657年10月に父の遺産を継承した後、1661年3月16日に準男爵に叙された[1]。ブライアーズ・ウォートン（Bryers Wharton、1670年1月13日没、ジョージ・ウォートンの娘）と結婚したが、男子をもうけなかった[1]。